# Bogovci
Bogovci is een plaats in de gemeente Netretić in de Kroatische provincie Karlovac. De plaats telt 11 inwoners (2001).